# Opération Mincemeat
 (septembre 2019).
L’opération Mincemeat (« confiture de fruits secs et de graisse de viande ») était un plan britannique organisé par le Système Double Cross durant la Seconde Guerre mondiale, destiné à convaincre le Grand quartier général allemand (OKW) que les Alliés envahiraient les Balkans et la Sardaigne au lieu de la Sicile, qui était leur réel objectif.
L'opération devait convaincre les Allemands qu'ils détenaient des documents hautement confidentiels, détaillant avec précision les futurs plans d'invasion des Balkans et de la Sardaigne. Ceci afin d'éloigner les troupes allemandes du véritable objectif des Alliés : la Sicile. L'opération fut un succès, car la Wehrmacht transféra des divisions stationnées dans l'île ce qui permit aux Alliés de réussir leur débarquement. Cette manipulation est rapportée dans un livre puis dans les films L'Homme qui n'a jamais existé et La Ruse.

## Contexte historique

### Déroulement de la Seconde Guerre mondiale
Au début de l'année 1943, la Seconde Guerre mondiale atteint un tournant. Les Alliés ont débarqué en Afrique du Nord et cherchent à traverser la Méditerranée.

### Précédentes opérations
L'idée de prendre un cadavre muni de documents n'est pas nouvelle.
- Au XVIe siècle au Japon, le daimyo Mōri Motonari aurait utilisé la même idée, dans le but de faire passer les généraux de son ennemi Amako Tsunehisa pour traîtres.

Également durant cette guerre :
- le premier cas s'observe en août 1942 où un plan identique de tromperie par les Alliés avait été entrepris juste avant la bataille d'Alam el Halfa au moyen d'un cadavre portant une carte. Le corps fut placé dans une voiture qui avait explosé dans le champ de mines en face de la 80th Light Division, au sud de Quaret el Abd. La carte indiquait des champs de mines alliés fantômes et les Allemands tombèrent dans le piège : les panzers d'Erwin Rommel, envoyés dans un secteur où le sable était non tassé, s'ensablèrent;

- la deuxième tentative relevait également de la désinformation, à plus petite échelle. En septembre de la même année, un PBY Catalina abîmé en mer au large de Cadix transportait à son bord le corps du Paymaster Lieutenant James Hadden Turner, de la Royal Navy. Le corps, déposé par le courant sur une plage près de Tarifa et récupéré par les autorités espagnoles, portait sur lui une lettre du général Mark W. Clark, à destination du gouverneur de Gibraltar, qui mentionnait le nom d'agents français en Afrique du Nord et donnait la date du débarquement de l'opération Torch, pour le 8 novembre (elle était en fait prévue pour le 4 novembre). Lorsque le corps fut rendu aux autorités britanniques, la lettre était toujours en sa possession, et il fut prouvé par des experts qu'elle n'avait pas été ouverte. Les Allemands avaient les moyens de la lire sans ouvrir l'enveloppe ; s'ils l'ont fait, ils considérèrent l'information comme fausse, ne crurent pas à un débarquement le 4 et réagirent trop tard, le 8. Il semble que les Espagnols aient récupéré les documents transportés dans une serviette par un autre agent de liaison des Forces françaises libres, également naufragé, sans ceux qui se trouvaient dans la poche intérieure de James Hadden Turner[2].

### LeTrout memo
Le 29 septembre 1939, le directeur du service de renseignements de la marine britannique (en) John Henry Godfrey remet aux principaux dirigeants des services secrets un mémorandum baptisé « mémo de la truite (en) » décrivant 51 techniques pour berner l'ennemi en temps de guerre, dont une reprenant l'idée d'un roman policier de Basil Thomson, d'abandonner en mer, à proximité des côtes ennemies, un cadavre revêtu d'un uniforme d'aviateur et porteur de fausses dépêches.

## Planification du projet de désinformation
À la fin de la campagne en Afrique du Nord, les membres du haut commandement allié cherchent à prendre pied le continent européen. Il apparaît que  la Sicile serait un excellent choix : prendre l’île permettrait d’asseoir la présence alliée en Méditerranée, mais aussi d'avoir un tremplin idéal pour un débarquement sur le continent lui-même.
Cette importance stratégique est aussi connue des Allemands qui y ont installé une puissante base aérienne d'où partent les avions de la Luftwaffe notamment en direction de Malte. Comme la puissante armada et la concentration de troupes Alliées destinées à l'invasion (voir Opération Husky) seraient facilement repérées par les puissances de l'Axe, les Alliés doivent tromper les Allemands afin qu'ils ne concentrent pas leurs troupes en Sicile. Les Alliés cherchent donc à convaincre l'OKW que le débarquement allié aura lieu en Grèce.
Quelques mois auparavant, le Flight Lieutenant Charles Cholmondeley de la section B1(a) du MI5 (secrétaire du comité Système Double Cross) se base sur ce mémorandum pour présenter le projet de parachutage (avec un parachute qui se serait en apparence mal ouvert) en France d'un homme mort portant sur lui une radio alliée qui fournirait alors aux Allemands un moyen d'écouter les messages ennemis, lesquels seraient de la désinformation. Cette idée est écartée car jugée irréaliste ; mais quelques mois plus tard, le lieutenant commander Ewen Montagu, un officier naval du renseignement, membre du Twenty Committee, réputé pour son sens de l'organisation, trouve cette proposition fort intéressante. L'équipe qui travaille sur cette opération de désinformation pense, dans un premier temps, que les documents doivent être « trouvés » sur un homme tué durant son évacuation par parachute, ce dernier ne se serait pas ouvert, comme le propose Cholmondeley. Comme les Allemands savent que la pratique alliée rechigne à envoyer des personnes avec des documents confidentiels au-dessus du territoire ennemi, les Britanniques optent pour un homme qui serait mort lors d'un accident maritime près des côtes de l'Espagne. Si l'Espagne est officiellement neutre, son gouvernement franquiste a gardé des liens étroits avec l'Allemagne depuis la Guerre d'Espagne. Cela expliquerait le fait que l'homme soit mort depuis plusieurs jours, s'il est trouvé dérivant en mer et qu'il transporte des documents secrets. Montagu donne son nom de code à cette mystification : « operation Mincemeat ».

### Major William Martin, Royal Marines

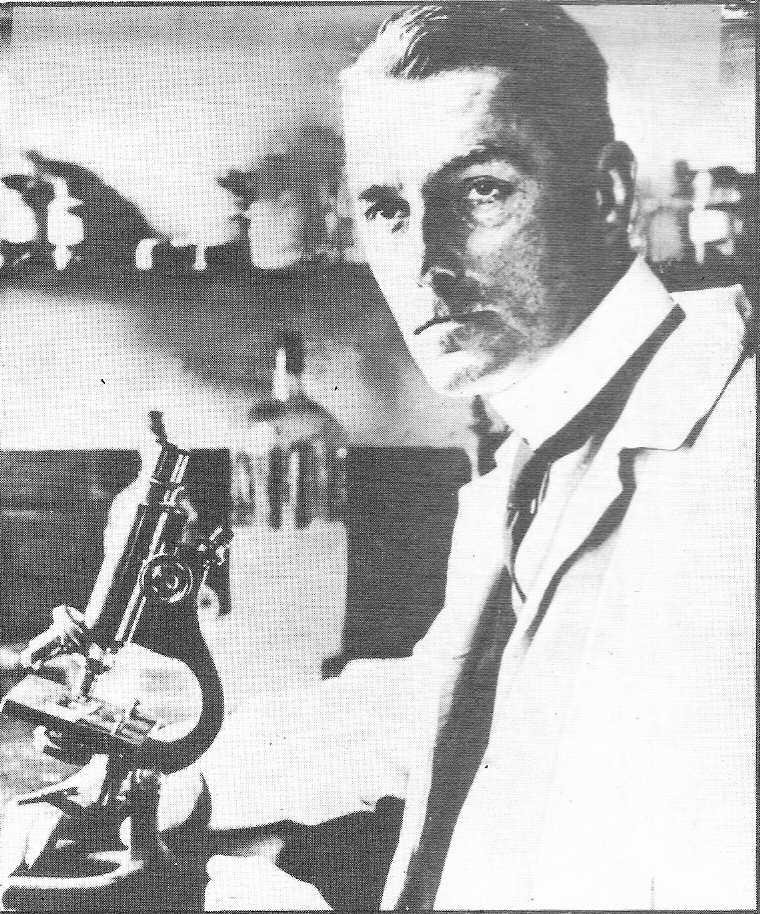
Bernard Spilsbury dans les années 1920.

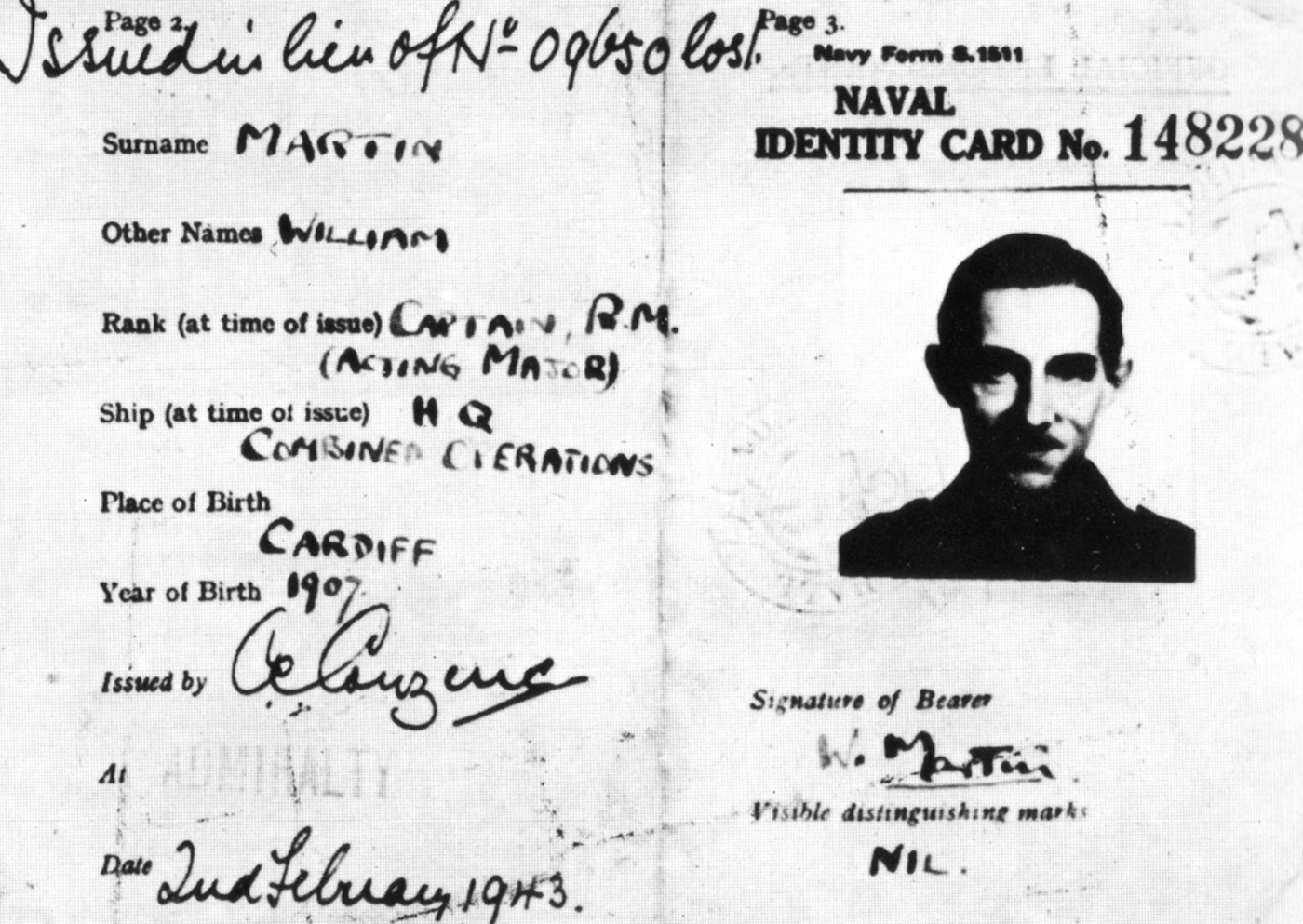
Carte d'identité du Major Martin.

Avec l'aide du pathologiste de renom, Sir Bernard Spilsbury (en), Montagu et son équipe cherchent le corps idéal pour arriver à leur fin avec réalisme : un homme mort d'hypothermie et de noyade. Grâce à l'aide du coroner Bentley Purchase, ils trouvent le cadavre de Glyndwr Michael, un homme de 34 ans mort à l’hôpital de Saint-Pancrace après avoir mangé un pain truffé de mort-aux-rats.
Les agents du MI5 considèrent qu'à l’autopsie et après plusieurs jours en mer, un légiste ne pourrait pas faire la différence entre de l’eau de mer et le liquide présent dans des poumons qui auraient alors déjà commencé à se décomposer. Glyndwr Michael n’a pas le physique d’un soldat entraîné, mais le MI5 estime qu’il suffit de lui donner l’apparence d’un officier éloigné du terrain, donc pas nécessairement athlétique.
Il fut conservé dans un bain de glace dans l'attente de l'opération.
L'étape suivante était de créer une fausse identité à cet homme. Il devient le major William Martin des Royal Marines, un capitaine nommé major à titre provisoire, né à Cardiff, au Pays de Galles, en 1907, assigné au Quartier Général des opérations combinées. Ce grade, attribué car il était trop jeune pour avoir un rang supérieur, était crédible et justifiait sa possession des documents confidentiels.
Malgré leurs efforts, les agents du MI5 n'arrivent pas masquer l'aspect cadavérique du major William Martin. Ils sélectionnent un militaire qui lui ressemble vaguement et qui accepte de poser habillé d’un uniforme des Royal Marines.

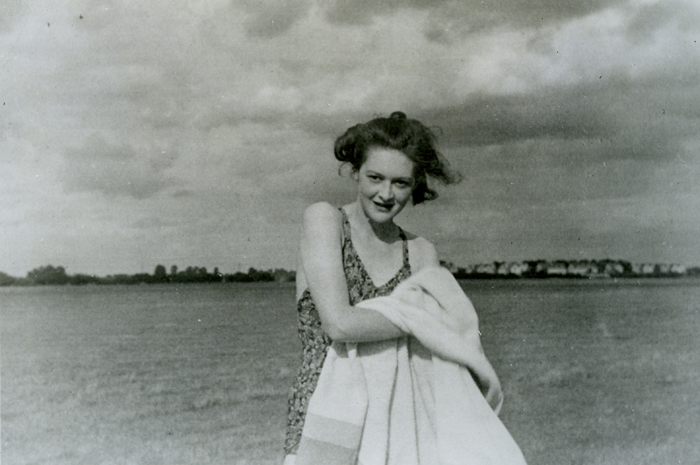
Photo de Pam, la petite amie fictive du Major Martin.

Par souci de réalisme, il se vit doté d'une fiancée surnommée Pam. Une photo d'une employée du MI5, Nancy Jean Leslie, fut mise dans son uniforme. Des lettres d'amour furent glissées dans son portefeuille. Il portait un jeu de clefs, un talon de billet d'entrée d'une pièce de théâtre récemment représentée, un justificatif de logement pour son club londonien. Afin de le rendre encore plus réel, Montagu et son équipe décidèrent de lui créer une nature distraite, à l'aide de différents éléments comme des rappels de factures impayées, une carte d'identification de rechange pour remplacer celle qu'il avait perdue, un passe du QG expiré qu'il aurait oublié de remplacer et la lettre incendiaire d'un directeur d'agence du groupe Lloyds Bank pour un découvert de 79 £ 19 s 2 d. Ces derniers ajouts comportaient un risque car il était possible que l'Abwehr restât soupçonneux sur le fait de confier à un homme si négligent des documents sensibles. Même si Montagu était informé de ce qui s'était passé avec l'homme du PBY, il comptait aussi sur le fait que les Allemands seraient fortement intéressés par la possession de telles informations.
Il était également nécessaire de mettre à profit sa prétendue inattention, parce qu'ils devaient encore trouver la façon de s'assurer que le corps et ses documents seraient récupérés ensemble. La solution retenue fut que Martin serait relié par une chaîne à ces documents.
Tandis que la couverture était créée par Montagu et son équipe, les documents importants étaient rédigés qui devaient tromper les Allemands. Ils signifiaient explicitement que l'invasion aurait lieu ailleurs qu'en Sicile. Le scénario d'attaque en Sardaigne, qui servirait d'avant-poste à un débarquement en Provence, serait suivi d'un deuxième débarquement en Grèce depuis les Balkans. Plutôt qu'énoncer clairement les plans d'attaque, ceux-ci étaient suggérés dans une lettre personnelle du Lieutenant General, Sir Archibald Nye, vice-chef de l'état-major impérial à destination du général Sir Harold Alexander, le commandant britannique en Afrique du Nord. Il y aurait deux opérations : Alexander attaquerait la Sardaigne et la Corse ; le Général Sir Henry Maitland Wilson prendrait le commandement du front sur la Grèce (auquel ils donnèrent le nom d’opération Husky, le vrai nom de l'attaque sur la Sicile). Dans le but de maintenir les Allemands dans le doute, la lettre révélait que les Alliés devaient à tout prix faire croire aux Allemands qu'ils allaient simuler une attaque sur la Sicile. Ceci donnerait réellement l'impression aux Allemands qu'ils allaient être confrontés à une force alliée si importante qu'elle aurait été capable d'attaquer sur deux fronts séparés, les obligeant ainsi à disperser leurs défenses pour contrer la menace ennemie.
Pour souligner la nature sensible de cette lettre et afin d'établir les qualifications requises au major Martin pour motiver son voyage en Afrique du Nord, Montagu y inclut également une autre lettre de Lord Louis Mountbatten, le chef des Opérations Combinées, à destination de l'amiral Andrew Cunningham, le Commander in Chief en Méditerranée. Dans cette lettre, Mountbatten ordonnait à Martin de réaliser une expertise des opérations amphibies ; il indiquait aussi à Cunningham que cette lettre était bien trop importante pour qu'elle voyageât par les voies habituelles et expliquait par conséquent la nécessité pour Martin de se déplacer en avion. La lettre comportait entre autres l'information que la Sardaigne devait être la principale cible de l'invasion.

## Mise en exécution du plan

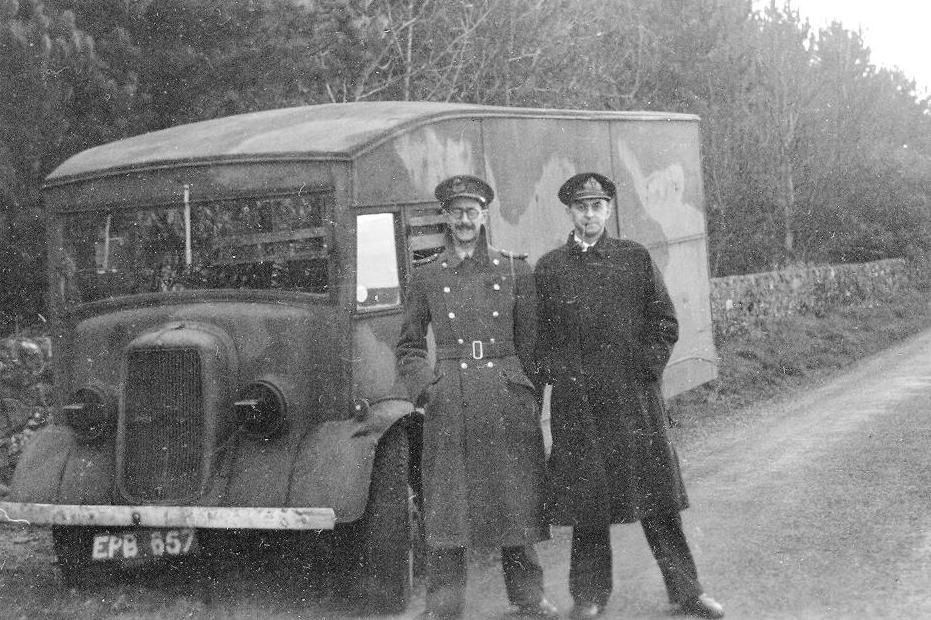
Charles Cholmondeley et Ewen Montagu le 17 avril 1943, transportant le corps vers l'Écosse.

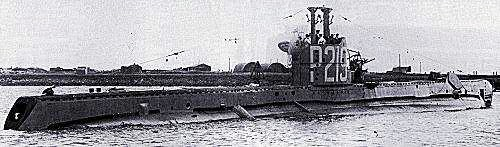
Le HMS Seraph.

Le major Martin, conservé dans de la neige carbonique et habillé dans son uniforme de Royal Marines, fut placé dans une boîte en acier scellée. Cholmondeley et Montagu louèrent un fourgon pour la rapporter à Holy Loch en Écosse et la placer eux-mêmes dans un baril à bord du sous-marin britannique HMS Seraph. Le 30 avril, à 4 h 30 du matin, le Seraph fait surface. L'équipage passe un gilet de sauvetage au « major Martin » et lui fixe un attaché-case au poignet, avec une petite chaîne.
Le corps fut découvert à environ 7 h 30 par un pêcheur local, José Antonio Rey Maria, qui le rapporta au port. Cette découverte fut transmise à l'Abwehr, qui était représentée dans la ville par Adolf Clauss, travaillant sous la couverture de technicien agricole. Les photographies des lettres furent envoyées au meilleur analyste de l'armée allemande, le lieutenant-colonel Alexis von Roenne qui confirma la véracité des informations contenues dans les lettres. Cette confirmation acheva de lever les soupçons d'Hitler pourtant attisés par l'autopsie peu probante de Martin et par l'absence d'épave.

## «Mincemeat swallowed whole»
Trois jours plus tard, le Comité reçut un câble de l'attaché naval qui mentionnait la découverte du corps de Martin. Après la remise du corps au vice-consul britannique F. K. Hazeldene, le major Martin fut enterré avec les honneurs militaires le 4 mai à Huelva.
Avant cela, le vice-consul demanda au pathologiste, Eduardo Del Torno, d'effectuer une autopsie à la morgue de Huelva, à côté du cimetière. Il indiqua dans son rapport que l'homme était tombé en mer alors qu'il était encore en vie, qu'il n'avait aucune contusion, que la mort était sans doute à attribuer à une noyade et qu'il avait séjourné en mer entre 2–3 et 5 jours. Aucun examen plus approfondi ne fut réalisé parce que le médecin légiste, qui avait pris la victime pour un catholique en raison de la présence d'un crucifix en argent autour de son cou, a souhaité respecter l'intégrité du corps. Ce crucifix était un rajout de Montagu.
Sachant que les Allemands seraient attentifs à la parution de son avis de décès, Montagu inscrit le nom du major Martin dans le bilan des pertes britanniques et un mois plus tard il fut publié dans The Times. Les noms de deux autres officiers morts quand leur avion se perdit en mer en route vers Gibraltar furent également publiés le même jour, donnant ainsi plus de véracité à l'histoire de Martin. Pour augmenter les effets de cette ruse, une série de messages urgents fut écrite par l'Amirauté à destination de l'attaché naval, exigeant le retour des documents trouvés sur le corps, en raison de leur nature sensible, et ce afin d'alerter les autorités espagnoles quant à leur importance. Les papiers furent rapportés le 13 mai, avec l'assurance que « tout était là ».
Mais cette restitution ne pouvait avoir lieu avant que les Allemands n'aient donné leur aval, et que l'agent local de l'Abwehr n'ait pu récupérer ces informations. Ce qu'il fit avec quelques difficultés. L'attaché-case fut soigneusement ouvert par les Allemands puis photographié, et les papiers renvoyés aux autorités espagnoles qui les restituèrent aux Britanniques. Les photographies furent communiquées à Berlin, où elles furent examinées par les services de renseignement allemands.
Quand le corps du major Martin fut restitué, les papiers furent examinés et les Britanniques purent déterminer qu'ils avaient été lus, puis remis soigneusement à leur place et rescellés. D'autres informations reçues grâce à l'ULTRA appuyèrent cette analyse et dès lors la confirmation du succès de l'opération put être envoyée à Churchill et à Roosevelt par le biais de la phrase « Mincemeat Swallowed Whole » (Hachis entièrement avalé).

## Conséquences

### Déplacements d'unités allemandes
Hitler prélève deux divisions de panzers du front russe pour les envoyer en Grèce, alors que la bataille de Koursk se prépare.

### Débarquement en Sicile
L'opération Husky débuta le 9 juillet, par l'attaque alliée dans le sud de la Sicile. L'effet de Mincemeat se faisait encore sentir car les Allemands restèrent convaincus deux semaines de plus que le véritable assaut aurait lieu en Grèce et en Sardaigne. En conséquence, les Alliés rencontrèrent relativement peu de résistance et la conquête de la Sicile fut complète dès le 9 août. D'ailleurs, la chute de Palerme mi-juillet fut le déclic pour un coup d'État contre Benito Mussolini qui lui fit perdre le pouvoir le 27 juillet.

## Qui était réellement le major Martin?
L'homme connu sous le nom du major Martin se trouve toujours enterré dans le cimetière de la Solitude à Huelva. Mincemeat devenait une légende mais la question de savoir qui était réellement Martin commença à faire débat.
Ce fut seulement en 1996 qu'un historien amateur nommé Roger Morgan put découvrir la preuve que « Martin » était un vagabond du Pays de Galles, alcoolique qui s'appelait en réalité Glyndwr Michael et mourut d'ingestion de mort aux rats.
La pierre tombale porte maintenant son vrai nom : Glyndwr Michael, mais il sera à jamais connu sous le nom du major William Martin, qui, grâce à l'utilisation qui a été faite de son cadavre, aura épargné des milliers de vies.
Quant à Ewen Montagu, il a été décoré de l'ordre de l'Empire Britannique pour sa participation active à la réussite de l’opération Mincemeat. Il devint par la suite Judge Advocate of the Fleet (en). En 1953, Montagu a publié un livre racontant cette histoire sous le nom de The Man Who Never Was (en).

### Autres parutions sur ce sujet
Les écrivains John et Noreen Steele ont rapporté dans leur livre The Secrets of HMS Dasher (les secrets du HMS Dasher) que le corps n'était pas celui de Glyndwr, mais d'une des victimes du porte-avions HMS Dasher. Selon leur raisonnement, ce corps officiellement acquis en janvier 1943 aurait dû souffrir de décomposition même parfaitement conservé dans du dioxyde de carbone solide. Mais ils soulignent aussi d'autres incohérences. Pourquoi donc le sous-marin HMS Seraph aurait-il remonté la côte est de l'Écosse jusqu'au nord puis serait-il retourné au sud vers le Firth of Clyde ? Il aurait semblé plus logique que Montagu allât directement à Blyth, Northumberland, où le Seraph était amarré. Les auteurs ont ainsi affirmé qu'un nouveau corps fut nécessaire pour que l'opération réussît en raison de la décomposition avancée du premier, au point qu'il en était rendu inutilisable, et donc que la caisse que Montagu emmena à Holy-loch était vide et qu'il l'avait « remplie » en chemin.

## Adaptations à l'écran
- L'Homme qui n'a jamais existé (The Man Who Never Was), de Ronald Neame (1956)[8]
- Alain Decaux raconte : Opération "Chair à pâté" (émission de télévision, 1978)
- La Ruse de John Madden (2022)